# La Rivière (Isère)
La Rivière é uma comuna francesa na região administrativa de Auvérnia-Ródano-Alpes, no departamento de Isère. Estende-se por uma área de 18,45 km². Em 2010 a comuna tinha 750 habitantes (densidade: 40,7 hab./km²).